# San Ricardo
San Ricardo è una municipalità di quinta classe delle Filippine, situata nella provincia di Leyte Meridionale, nella regione di Visayas Orientale.
San Ricardo è formata da 15 barangay:
- Benit
- Bitoon
- Cabutan
- Camang
- Esperanza
- Esperanza Dos
- Inolinan
- Kinachawa
- Looc
- Pinut-an
- Poblacion
- San Antonio (Alangalang)
- San Ramon
- Saub
- Timba